# Vytchegda
La rivière Vytchegda (en russe : Вычегда) est un cours d'eau du nord de la Russie européenne et un affluent de la Dvina septentrionale.

## Géographie
La Vytchegda est longue de 1 130 km.
Elle prend sa source dans la chaîne de Timan à environ 310 km aux nord-ouest des montagnes de l'Oural et coule vers l'ouest à travers le territoire de la République des Komis, puis de l'oblast d'Arkhangelsk. Elle se jette finalement dans la Dvina septentrionale à 20 km au nord environ de Kotlas.
La Vytchegda est navigable sur 959 km au printemps, 693 km en été.
Son bassin a une superficie de 121 000 km2.
La rivière gèle à partir de novembre en commençant par le cours supérieur jusqu'à avril-mai. Au printemps le niveau de la rivière monte de plusieurs mètres (de 2 mètres à 6 mètres à Syktyvkar). Elle est alimentée à hauteur de 50 % par les eaux de la fonte des neiges, les eaux de ruissellement 27 % et les précipitations 22 %.
Le débit est de 599 m3/s à Syktyvkar et de 1 160 m3/s au confluent avec la Dvina.

## Affluents et canaux
- Vichéra
- Vym
- Iarenga
- Syssola
- Keltma septentrionale (forme avec la Keltma méridionale le canal Catherine)
- Viled

Le canal Catherine, sur le cours supérieur de la Vytchegda, permet d'atteindre la Volga en passant par la Kama, affluent de cette dernière. Les navires peuvent parvenir à ce but également en remontant jusqu'à la confluence de la rivière avec la Dvina septentrionale, puis en remontant le cours supérieur de celle-ci, puis en passant par la Soukhona.

## Villes
- Syktyvkar, capitale de la République des Komis
- Solvytchegodsk, dans l'oblast d'Arkhangelsk.

## Hydrométrie - Les débits mensuels à Fedyakovo
Le débit de la rivière a été observé pendant 38 ans (durant la période 1962-1999) à Fedyakovo, localité située à quelque 65 kilomètres en amont de son confluent avec la Dvina septentrionale à Kotlas.
À Fedyakovo, le débit inter annuel moyen ou module observé sur cette période était de 1 044 m3/s pour une surface de drainage de 112 000 km2, soit quelque 92 % de la totalité du bassin versant. La lame d'eau écoulée dans cette partie, de loin la plus importante, du bassin versant se monte ainsi à 294 millimètres par an, ce qui peut être considéré comme assez élevé, tout comme l'ensemble du bassin de la Dvina septentrionale.
Rivière alimentée en grande partie par la fonte des neiges, la Vytchegda est un cours d'eau de régime nivo-pluvial de plaine qui présente globalement deux saisons.
Les hautes eaux se déroulent en mai et juin, ce qui correspond à la fonte des neiges de son bassin. Dès le mois de juillet, le débit de la rivière baisse fortement, ce qui mène à la période des basses eaux. Celle-ci a lieu d'août à mars inclus, avec cependant une légère reprise du débit en automne (septembre et surtout octobre), ce qui traduit des précipitations plus fortes durant cette saison, et tombant encore sous forme de pluie. La rivière conserve durant toute la période des basses eaux un débit consistant. L'étiage est observé en février-mars.
Le débit moyen mensuel observé en mars (minimum d'étiage) est de 261 m3/s, soit à peine 6 % du débit moyen du mois de mai (4 466 m3/s), ce qui témoigne de l'amplitude très élevée des variations saisonnières. Sur la durée d'observation de 38 ans, le débit mensuel minimal a été de 193 m3/s (février 1989), tandis que le débit mensuel maximal s'élevait à 6 600 m3/s (mai 1993). Un débit mensuel inférieur à 200 m3/s est rarissime.